# Кобець Богдан Олександрович
Кобець Богдан Олександрович (нар. 7 липня 1982) — український футболіст, півзахисник.

## Біографія
Перший професійний клуб кар'єри — «Електрометалург-НЗФ». З травня до кінця 2006 р захищав кольори хмельницького «Поділля». У наступному році він переїхав до «Спартака» з Івано-Франківська.
До «Десни» перейшов 2 липня 2007 року з івано-франківського «Спартака». Після втрати «Десною» професіонального статусу в липні 2010 року уклав контракт з «Львів». В січні 2011 перейшов до іншого клубу першої української ліги «Геліос».
Після анексії Російською Федерацією АР Крим у 2014, залишився працювати на окупованій території в російських футбольних клубах. Він та його батько до анексії мешкали у Дніпрі. Пізніше, Кобець Богдан одружився з Анастасією Гавриловою. Має дітей, сина та дочку. Отримав російське громадянство. 